# Tricoesclereíde
Tricoesclereíde (também grafado tricoesclereídeo) é a designação dada em morfologia botânica a esclereídes alongadas, semelhante a tricomas endurecidos, ramificados ou não, que ocorrem nas folhas, caules e raízes de numerosas espécies vegetais, entre as quais Monstera deliciosa (banana de macaco) e Musa sp. (bananeira). A estrutura é uma adaptação de defesa contra a herbivoria que consiste em células aculiformes endurecidas, em geral com comprimentos em torno dos 5–6 mm, mas por vezes alongando-se até 10 mm de comprimento.